# Phenacoccus infernalis
Phenacoccus infernalis är en insektsart som beskrevs av Mckenzie 1962. Phenacoccus infernalis ingår i släktet Phenacoccus och familjen ullsköldlöss. Inga underarter finns listade i Catalogue of Life.